# 2001년 대만의 텔레비전 드라마 목록
다음은 2001년에 타이완의 텔레비전에서 방송되었던 드라마 프로그램을 나열한 목록이다.

## 작품 목록
- 《꽃보다 남자》
- 《밀도녀해》
- 《빈궁귀공자》
- 《신초류향》
- 《안개비연가》
- 《열애상흔》
- 《토사남지문》

## 같이 보기
- 타이완의 텔레비전 드라마 목록
- 2000년대 타이완의 텔레비전 드라마 목록